# Servane Bruneau
Pour les articles homonymes, voir Bruneau.
Servane Bruneau, née le 6 avril 1973, est une judokate française.

## Biographie
Aux Championnats d'Europe par équipes de judo, elle est médaillée d'or en 1996 et 1997. Elle est médaillée d'or aux Jeux de la Francophonie de 1997.